# Zielonka (Wolin)
Zielonka (także Orle Wzgórze) – wzgórze na wyspie Wolin, na Pagórkach Lubińsko-Wapnickich, w Wolińskim Parku Narodowym, na wschód wsi Lubin. Ok. 0,4 km na północny wschód znajduje się Lelowa Góra.
Na szczyt Zielonki prowadzi  Szlak Nad Bałtykiem i Zalewem Szczecińskim (odcinek Międzyzdroje–Wolin). Wzgórze stanowi popularny punkt widokowy i jest jedynym dostępnym miejscem, skąd jednocześnie można obserwować Zalew Szczeciński, deltę wsteczną Świny, jezioro Wicko Wielkie oraz Bałtyk. Widać również Lubin, Świnoujście, wzgórze Golm, a przy dobrej widzialności można zobaczyć Ahlbeck. Międzynarodowe Towarzystwo Przyjaciół Przyrody uznało go „Krajobrazem roku 1993/94”. 

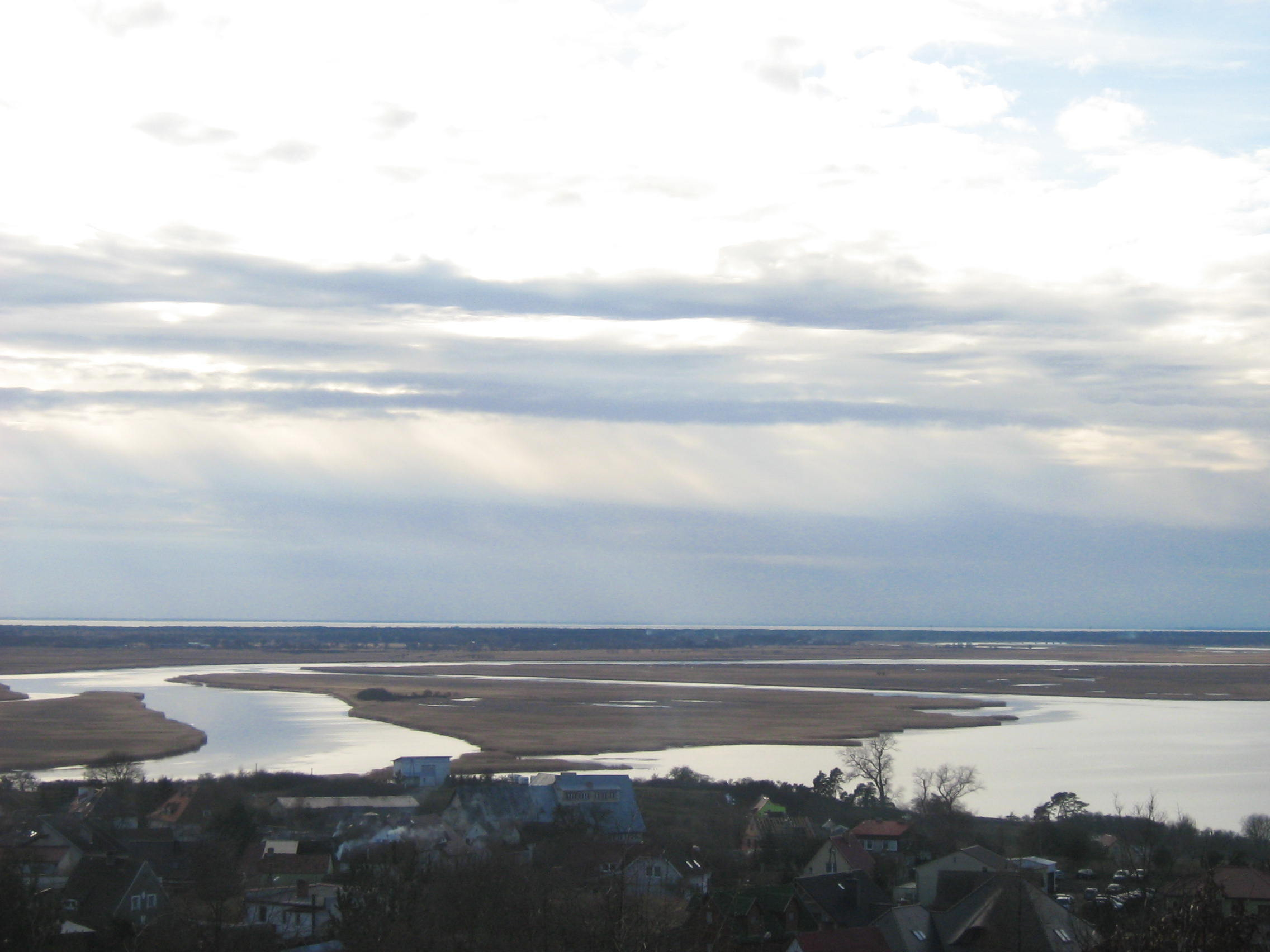
Widok na deltę wsteczną Świny ze Zielonki

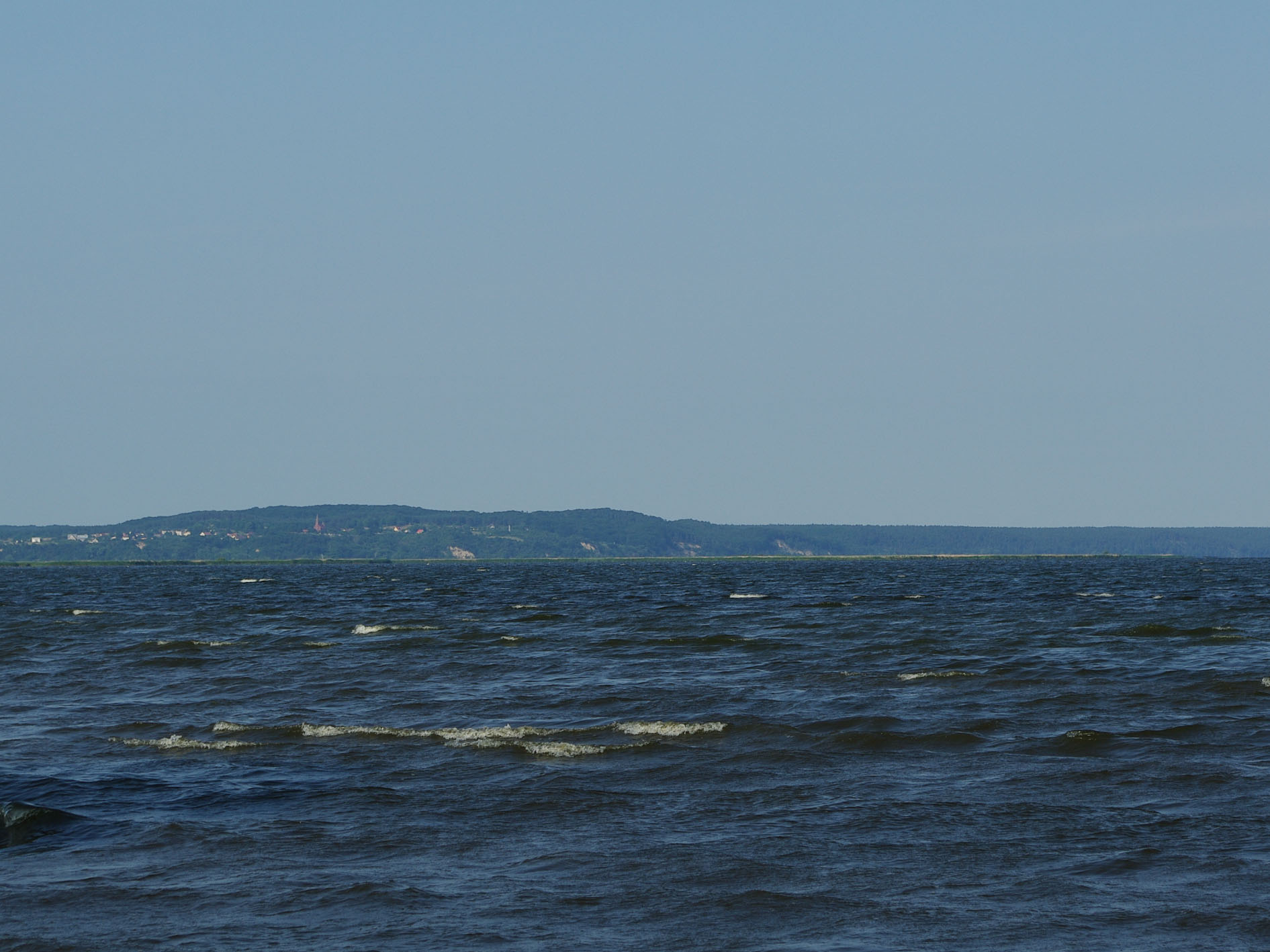
Wzgórze Zielonka oraz Pagórki Lubińsko-Wapnickie widziane z wyspy Karsibór

Nazwę Zielonka wprowadzono urzędowo rozporządzeniem w 1949 roku, zastępując poprzednią niemiecką nazwę Blätter Berg.